# Йордан Касабов
 Тази статия е за физика.  За генерал-майора от Държавна сигурност вижте Йордан Касабов (офицер).  
Йордан Димитров Касабов е изтъкнат български физик, основател и директор на Институт по микроелектроника (ИМЕ), член-кореспондент на БАН, способен създател, организатор и ръководител на българската микроелектроника, основана на технологията MOS (метал-окис-полупроводник).

## Работа в БАН
На основата на свои изследвания и постижения, свързани с получаването и обработката на чисти силициеви монокристали, с разработването на технология за израстване на слоеве от силициев окис, както и със създаването на метод за легиране на силиций с фосфор, Йордан Касабов създава секция „Силиций“ при Физическия институт на БАН (тогава под името Физически институт с Атомна научно-експериментална база (ФИ с АНЕБ) това е единственият институт по физически науки в България). Под негово пряко ръководство през 1966 г. там биват конструирани първите оригинални български MOS транзистори. Този резултат е оценен високо и от своя страна води до прерастването на секция „Силиций“ през април 1967 г. в институт с название Централен институт за елементи (ЦИЕ).

## Начало на микроелектрониката в България
Личният състав на новия Централен институт за елементи (ЦИЕ), израснал от секция „Силиций“ при Физическия институт на БАН през април 1967 г. нараства бързо. Йордан Касабов успява да зарази с ентусиазма си младия колектив на ЦИЕ. Чрез планарна технология се създават първите интегрални схеми от рода на тригери, броячи, преместващи регистри, матрици от логически елементи. За доказване на функционалността им, паралелно се конструира уникална апаратура за тестване. За удовлетворяване на тогавашните изисквания, а именно ръководните постове да бъдат заемани само от комунисти, 41-годишният Йордан Касабов спешно е произведен в партиен член.
Първите 3 – 4 години са особено плодотворни. Работи се с високо темпо и следват успех след успех. Йордан Касабов защитава професорска дисертация за създадената под негово ръководство технология на производството на MOS интегрални схеми с микрорезистори. Правителствени делегации идват на посещения. Пристигат и специалисти от СССР, за да видят с очите си постигнатите резултати и как е организирана работата. А резултатите са съизмерими с постижения в САЩ и Япония.

## Институт по микроелектроника
ЦИЕ бива преименуван на Институт по микроелектроника (ИМЕ), получава собствена сграда с пристройки и продължава бързо да се разраства. Закупуват се скъпи компютри, технологични машини и тестери. Значителна част от необходимото специфично оборудване се разработва и произвежда в единични бройки в самия институт. Защитени са многобройни авторски свидетелства (патенти). Извършва се проектиране на интегралните схеми и тяхното производство в технологична линия, създадена със собствени сили и включваща модерни процеси като фотолитография, високотемпературни процеси (окисление и дифузия), химично парно отлагане, йонна имплантация, плазмено ецване, отлагане на метални слоеве чрез изпарение и разпрашване, корпусиране на ИС. Организиран е пълен и завършен цикъл от идеята и проектирането до предаването на готовата продукция. В крак с времето технолози и проектанти изпробват и усвояват нови технологии (CMOS, BiCMOS и др.). Богатият набор от проектираните и произвеждани в ИМЕ интегрални схеми съдържа: процесорни и периферни схеми – аналози на популярни образци на западни фирми, памети от различни типове (RAM, ROM, EPROM и др.) и с постоянно нарастващ обем, оригинални специализирани схеми (ASIC), програмируеми матрици от различен тип, аналогово-цифрови и цифрово-аналогови преобразуватели и др. Мощен отдел за автоматизация на проектирането поддържа софтуерните нужди на проектантите.
Цялата тази гигантска структура е създадена под общото ръководство и често пъти с непосредственото участие в една или друга степен на проф. Йордан Касабов. Той знае всичките си сътрудници по малкото им име, вкл. тези, които са по-надолу в йерархията, често посещава многобройните отдели, помага за научното израстване на членовете на колективите, дава съвети, поощрява, съветва се, самият той поема знания чрез създадената от самия него ефективна обратна връзка.
В първите години ИМЕ е част от Държавното стопанско обединение ИЗОТ, но след това преминава в състава на Комбинат „Микроелектроника“, Ботевград. Специалистите на ИМЕ перманентно консултират и оказват всякаква компетентна помощ на Завода за MOS интегрални схеми в Ботевград.

## ИФТТ
Влезнал в професионален спор с Ботевградското ръководство на микроелектрониката, Йордан Касабов в края на краищата е уволнен (декември 1978 г.) от създадения от него Институт и продължава кариерата си в ИФТТ към БАН, където неговите постижения са оценени по достойнство и израстването му придобива други измерения. Той е назначен за заместник-директор на Единния център по физика. Избран е и за член-кореспондент на Българската академия на науките. Огорчението от отстраняването му от ИМЕ обаче взема своето, здравето му се влошава и той умира ненавършил 64 години.
Никой от последвалите един след друг четирима директори на ИМЕ, отличаващи се преди всичко с преданост към партията и правителството, не притежава обаянието и капацитета на проф. Йордан Касабов, нито неговите международни научни контакти. Добрата инерция, придобита през първите години, след един апогей до 1986 – 87 г. започва неумолимо да спада. Достигнати са пределните възможности на наличното оборудване и технологии по отношение на намаляването на размерите на транзисторите. Самата микроелектроника става много сложна и непосилна без приток на значителни инвестиции. Възможен изход е да се извърши умело преструктуриране, да се намерят подходящи ниши, да се използват инфраструктурата и програмите на Европейския съюз и да се привлекат големите микроелектронни компании, така както след политическите промени съумяват да направят в Чехия, Словакия, Полша, даже в Румъния (Русия и бившата ГДР са по-специални случаи и не може да става сравнение с тях). След демократичните промени, настъпили в България през 1989 г., от софийския Институт по микроелектроника – рожбата на чл.кор. проф. Йордан Касабов – още през 90-те години нищо не остава, само някои от специалистите все още проектират за чужди фирми.

## Памет
На Йордан Касабов е наречена улица в квартал „Младост 3“ в София (Карта).